# Nederlands Hervormde kerk (Beusichem)
De Nederlands Hervormde Kerk (ook: St. Johannes de Doper) is een kerkgebouw aan de Markt in het Nederlandse dorp Beusichem, provincie Gelderland. De kerk wordt gebruikt door de Protestantse gemeente Beusichem – Zoelmond.

## Geschiedenis
In 1131 schonk de bisschop van Utrecht de kerk en het hof van Beusichem aan het kapittel van Sint Jan. De parochie van Beusichem strekte zich in de middeleeuwen uit tot in Culemborg. Ook toen de Culemborgse kapel in 1310 een zelfstandige parochie werd en op de plek van die kapel de huidige Grote of Sint-Barbarakerk werd gebouwd, bleven de Culemborgse parochianen verplicht om jaarlijks de moederkerk te Beusichem te bezoeken. Hiervoor gebruikten zij het zogenaamde 'Huppelpad', een kerkpad tussen Culemborg en Beusichem.
Het oudste deel van het Beusichemse kerkgebouw is de tufstenen romaanse toren, waarvan de onderste vier geledingen 12e-eeuws zijn. De bovenste (bakstenen) geleding is in de 15e eeuw toegevoegd als gevolg van de bouw van het nieuwe, hogere schip. Deze geleding kenmerkt zich door een gotische stijl. 
Het schip is een driebeukige pseudobasiliek met een houten tongewelf. In de 15e eeuw is het schip verbouwd en verhoogd, waarbij de 14e-eeuwse zijmuren zijn hergebruikt. De zuilen in de kerk zijn dus van latere datum dan de buitenmuren. Het koor is in de 15e eeuw opgetrokken.
In 1674 leed de kerktoren schade door een storm.
Het orgel in in 1858 gebouwd door Christian Gottlieb Friedrich Witte. Dit verving het Meere-orgel uit 1787, dat werd verkocht aan de kerk in Zuid-Laren.
In de 19e eeuw werd tegen de noordzijde van het koor een consistoriekamer aan gebouwd.
De kerk heeft enkele malen onderdak geboden aan vluchtelingen. Zo verbleven er in 1741 bewoners en hun dieren vanwege een overstroming van de Lek. In mei 1940 werden geëvacueerde bewoners van Culemborg in de kerk opgevangen.
Tijdens de Tweede Wereldoorlog zijn de kerkklokken door de Duitse bezetter weggevoerd.